# Eufémie z Rujány
Eufémie z Rujány nebo také z Arnsteinu (1270? – květen 1312) byla norská královna, manželka Haakona V. Proslavila se jako literárně vzdělaná osoba a nechala překládat balady.

## Život
Eufémie byla dcerou Günthera z Arnsteinu, ale vyrostla u dvora svého děda z matčiny strany Witzlawa II. z Rujány (1240–1302). Za Haakona se provdala na jaře roku 1299. V červenci toho roku zemřel Haakonův bratr Erik II., její manžel stal norským králem a Eufémie královnou. Manželství Eufémie a Haakona bylo nejspíš sjednáno na dánsko-norském jednání na podzim roku 1298, kde Witzlaw z Rujány působil jako prostředníkem. Manželé se usídlili na hradě Akershus v Oslu.
Královna Eufémie byla známá svými kulturními zájmy. Milovala četbu a vlastnila rozsáhlou sbírku knih, možná v té doby jednu z největších sbírek v Evropě. Chtěla severské královské dvory zkultivovat kontinentální kulturou a nechala přeložit tři francouzské a německé rytířské romány ve verších, které poslala ke švédskému dvoru. Jednalo se o balady Herr Ivan lejonriddaren (1303), Hertig Fredrik av Normandie (1308) a Flores och Blanzeflor (1312). U každé z nich je poznámky, že překlad vznikl díky iniciativě královny Eufémie a vešly ve známost jako Eufémiiny balady (Eufemiavisene). Staly se oblíbenými v Norsku i ve Švédsku.
Jejím jediným přeživším dítětem byla Ingeborg Norská, která se v roce 1312 vdala za švédského vévodu (a prince) Erika Magnussona, bratra krále Birgera. Syn Erika a Ingeborg se později stal švédským i norským (jako následník Haakona V.) králem jako Magnus IV./VII.
Eufémie zemřela v květnu 1312 a její manžel v roce 1319. Oba byli pohřbeni v kostele sv. Marie v Oslu. Zde objevené ostatky dvou lidí, považovaných za Haakona a Eufémii, byly uloženy v královském mauzoleu na hradě Akershus.